# Distorsomina
Distorsomina is een geslacht van weekdieren uit de klasse van de Gastropoda (slakken).

## Soort
- Distorsomina pusilla (Pease, 1861)